# Bouloc, Haute-Garonne
Bouloc este o comună în departamentul Haute-Garonne din sudul Franței. În 2009 avea o populație de 4.112 de locuitori.

## Biserica "Notre Dame"

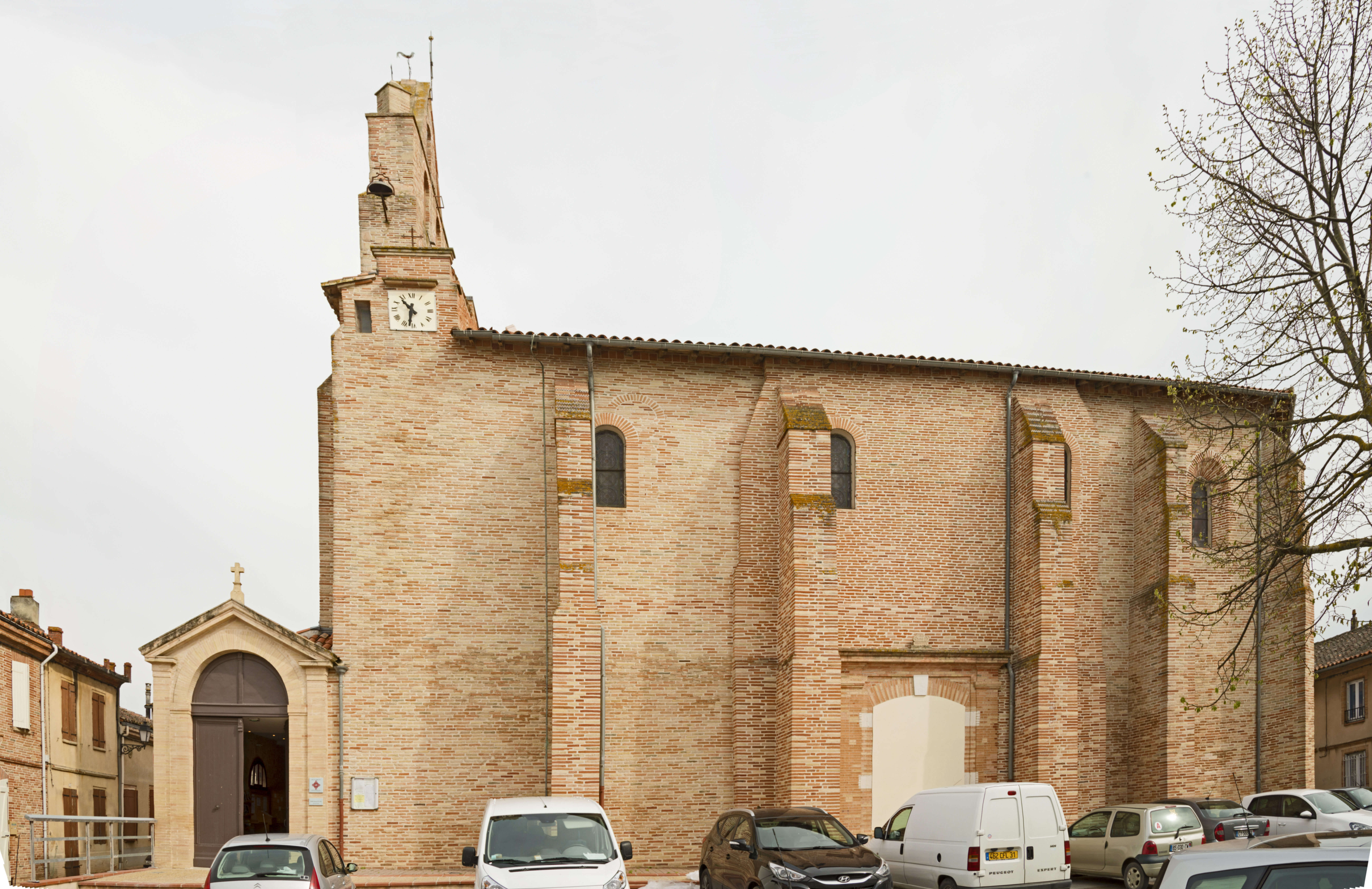
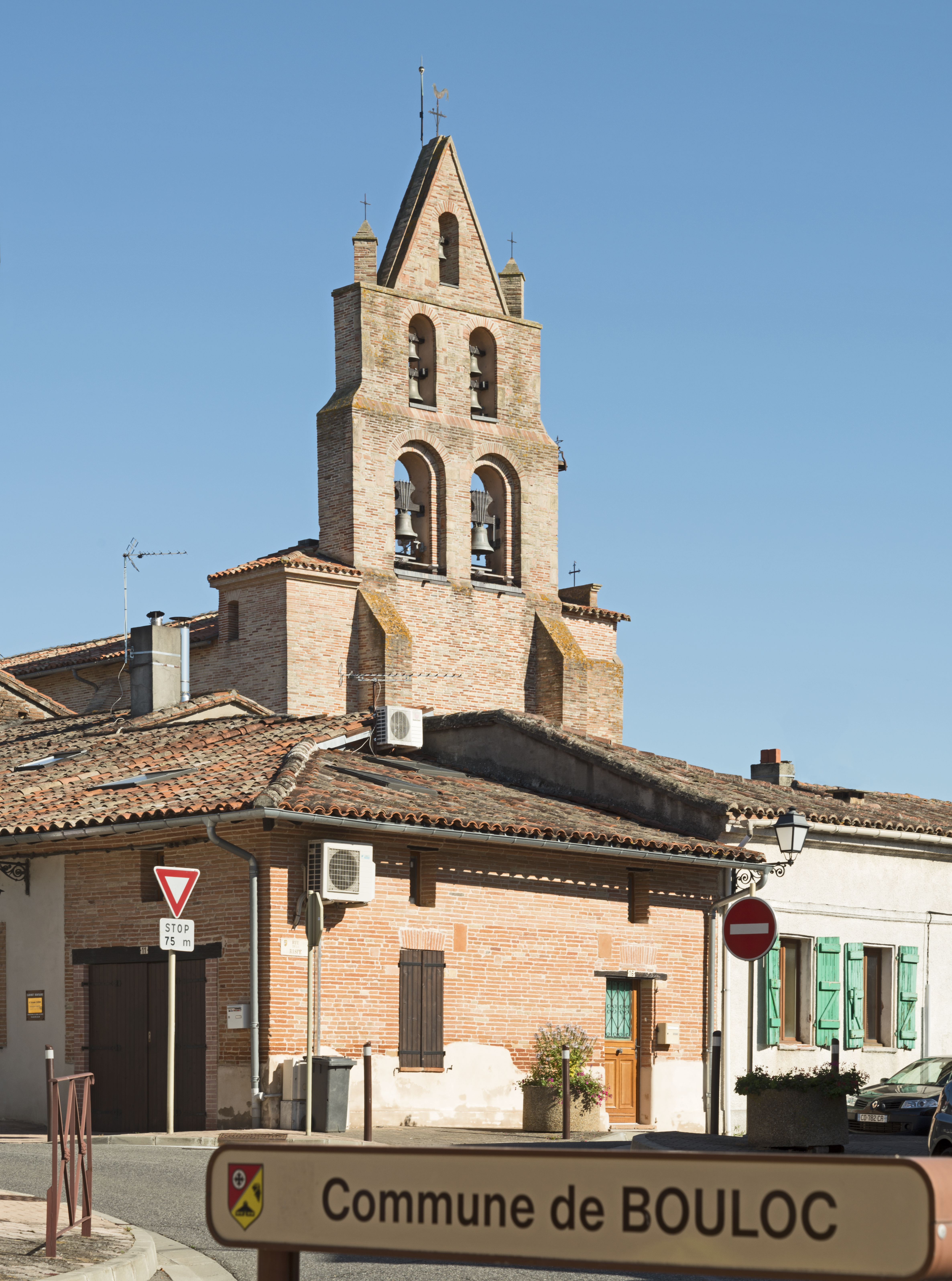
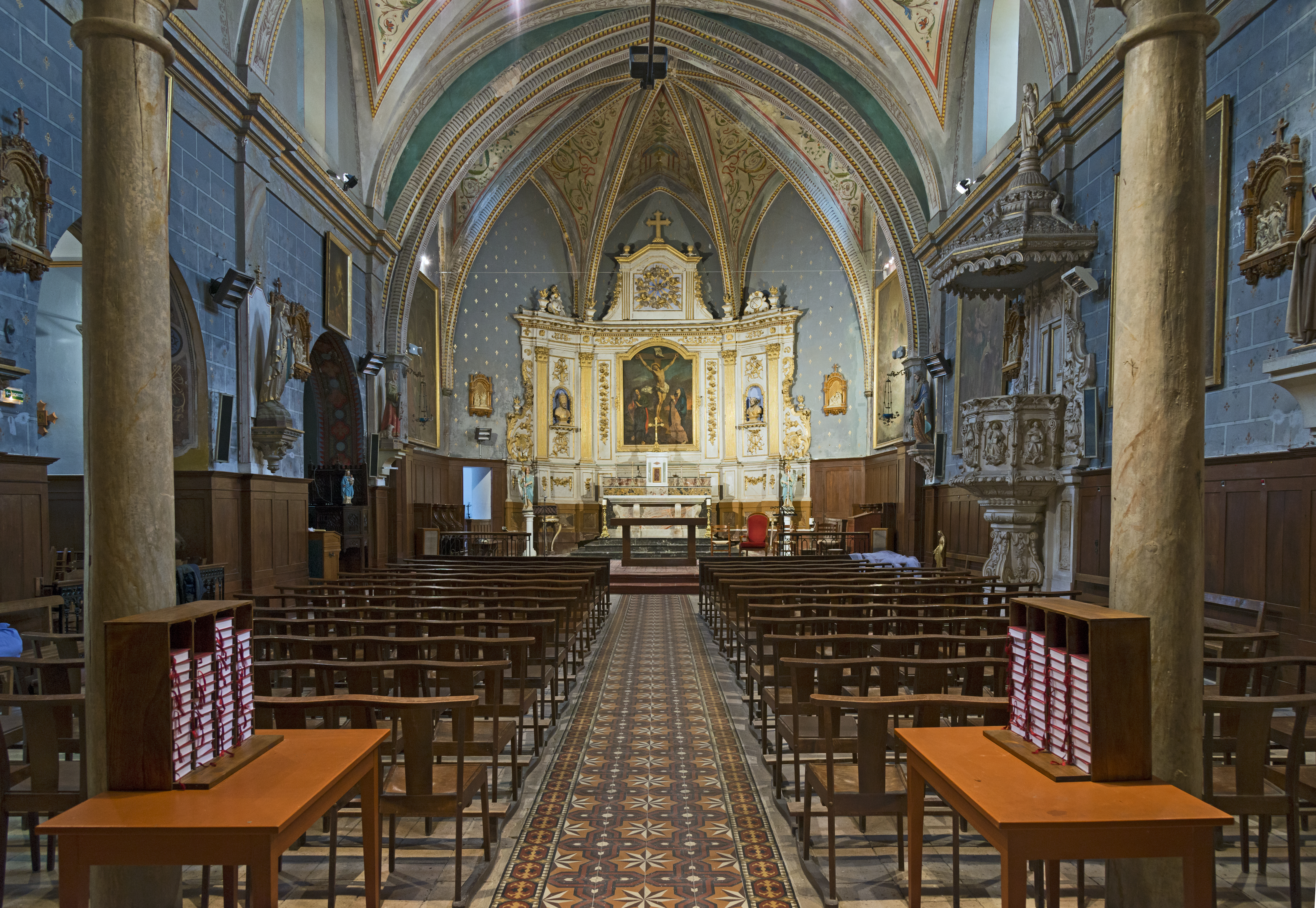
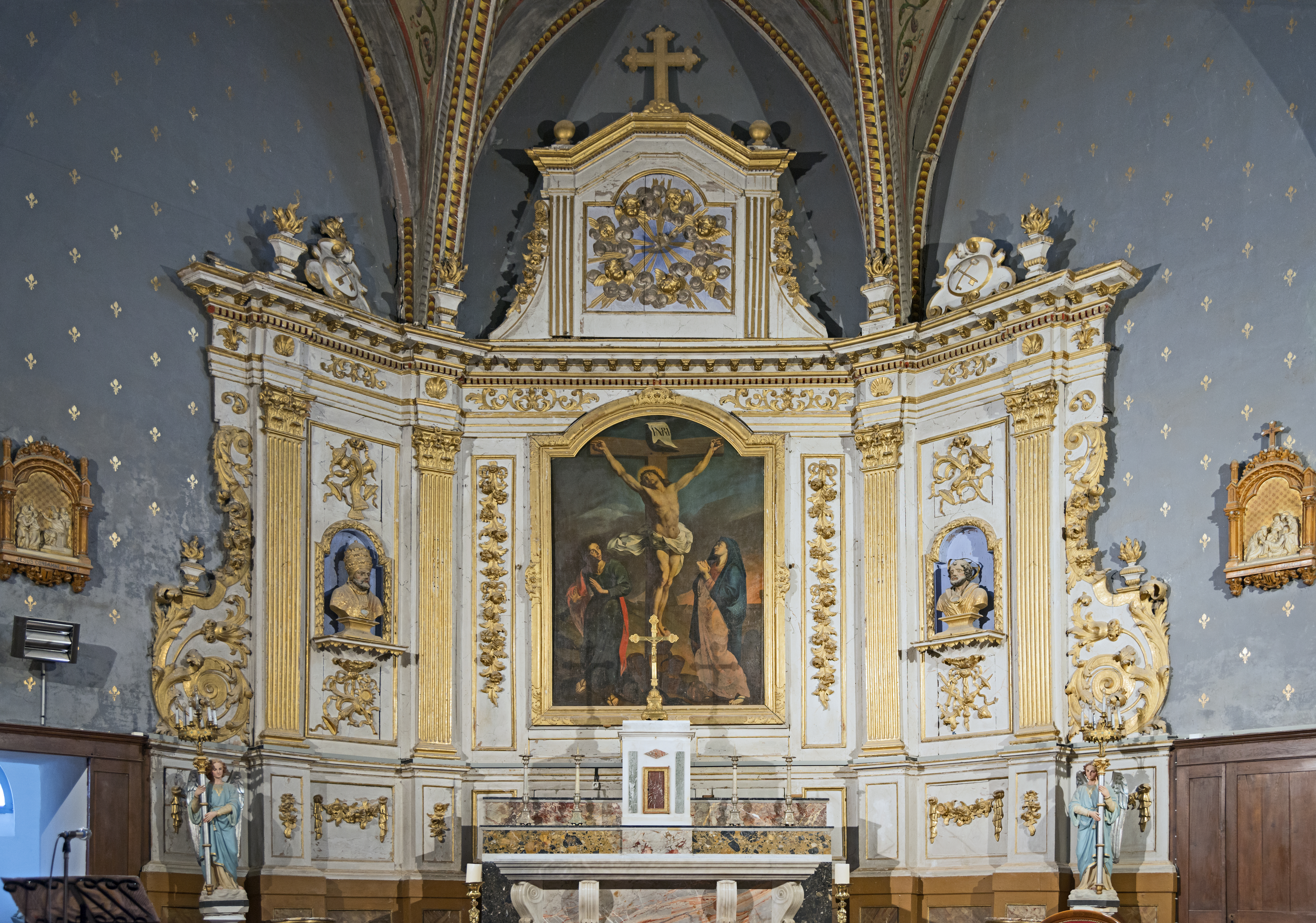
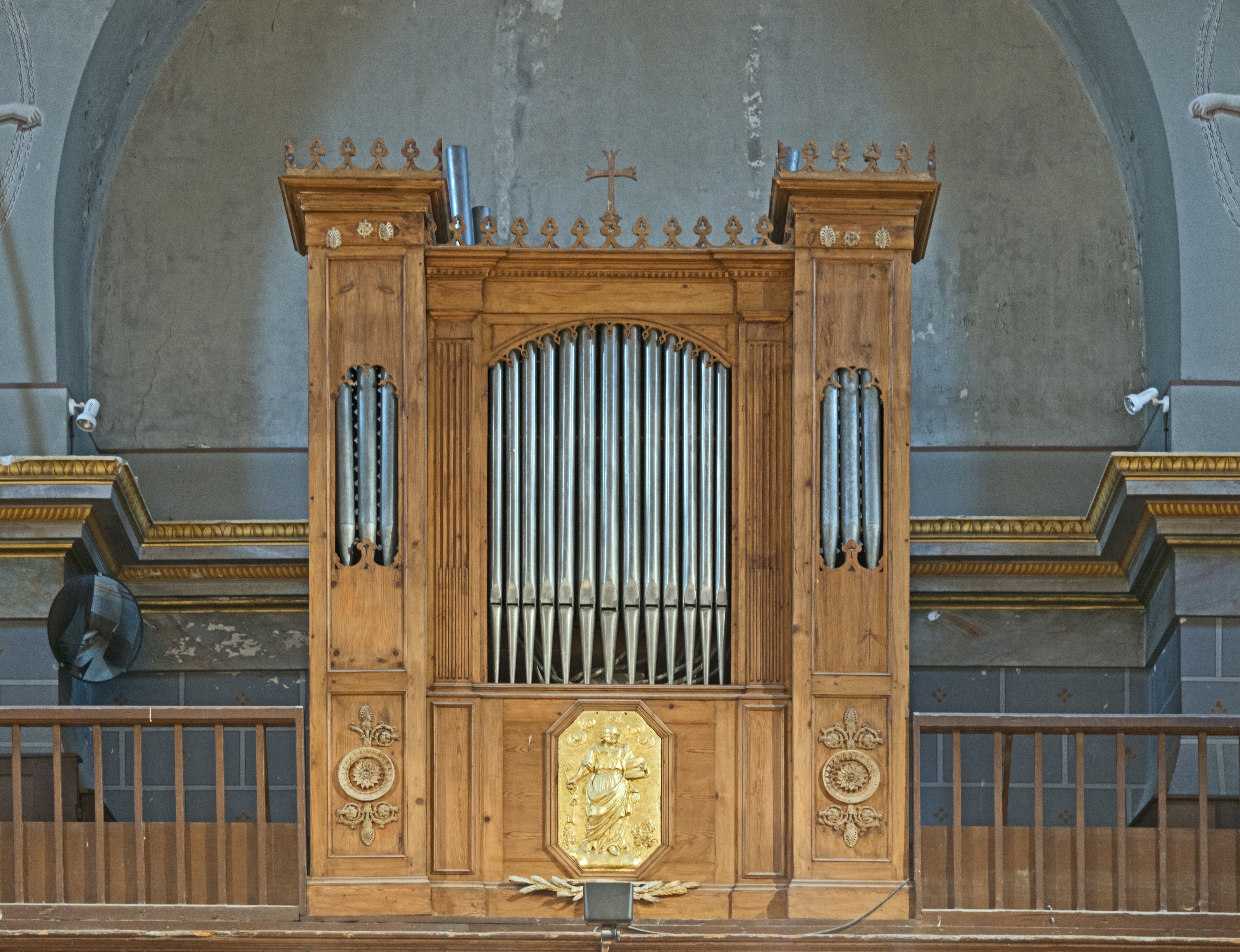
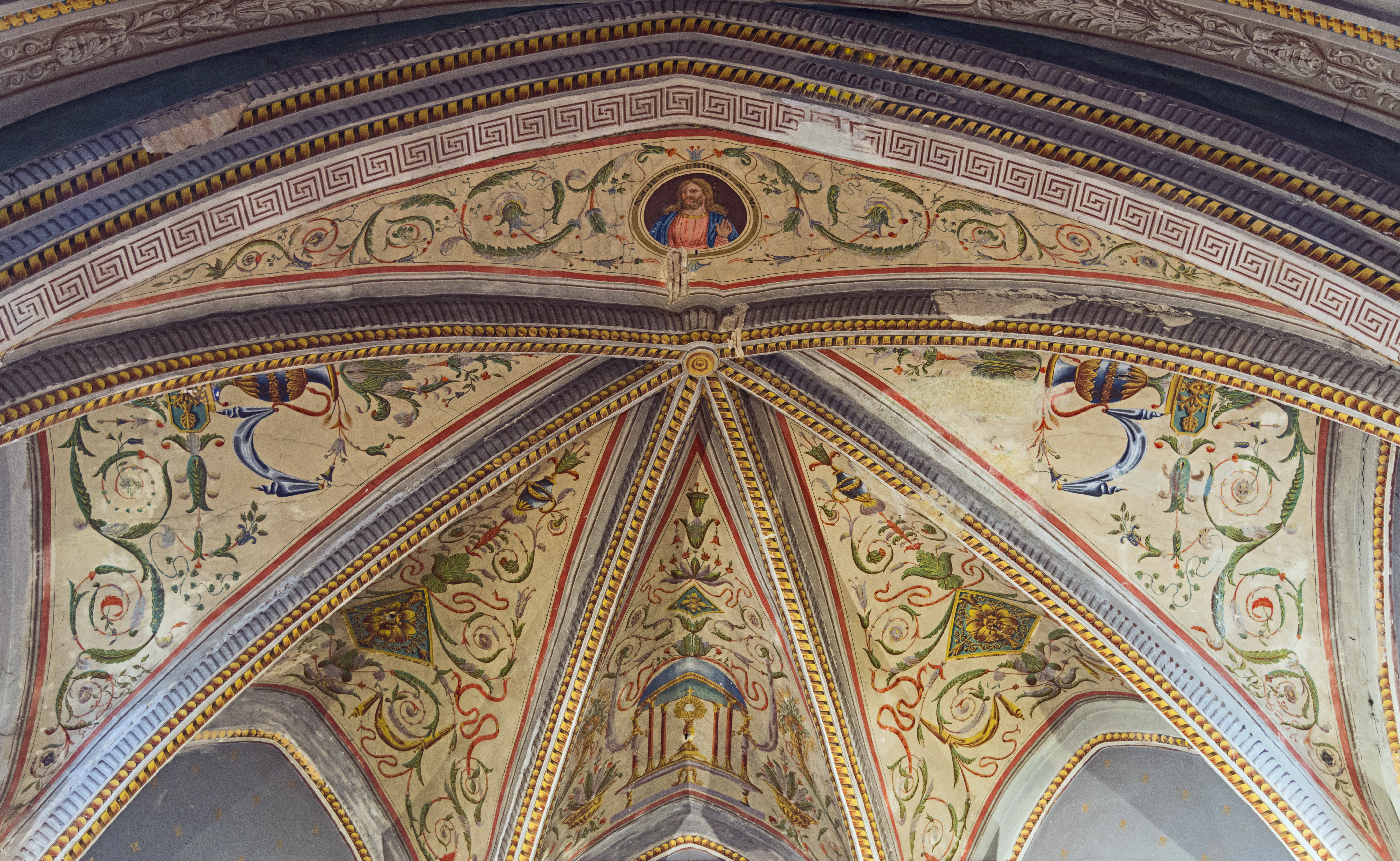

## Evoluția populației
| An        | 1975  | 1982  | 1990  | 1999  | 2006  | 2009  |
| --------- | ----- | ----- | ----- | ----- | ----- | ----- |
| Populație | 1.084 | 1.925 | 2.257 | 2.925 | 3.716 | 4.112 |